# Supetar
Supetar (Italiaans: San Pietro di Brazza of San Pietro della Brazza) is een stad gelegen op het Kroatische eiland Brač (in de Adriatische Zee) en behoort tot Kroatië. De plaats heeft ca. 3500 inwoners. Het toerisme is de belangrijkste inkomstenbron van deze plaats. Supetar is tevens de belangrijkste haven die in verbinding staat met het vasteland en de veerboot van Jadrolinija vaart vanuit de stad Split hierheen. De aanlegplaats ligt aan de oude haven. Hier ligt tevens het oude centrum van de plaats.
Supetar ligt aan de noordzijde van het eiland en is tevens de grootste plaats op het eiland Brač. Het is het grootste culturele en toeristische centrum van het eiland Brač. Rondom de haven liggen tal van restaurants en hotels. 

## Gemeenten
Plaatsen die bij de gemeente Supetar horen zijn:
- Splitska
- Skrip
- Mirca

Steden (gradovi): Split · Hvar · Imotski · Kaštela · Komiža · Makarska · Omiš · Sinj · Solin · Stari Grad · Supetar · Trilj · Trogir · Vis · Vrgorac · Vrlika

Gemeenten (općine): Baška Voda · Bol · Brela · Cista Provo · Dicmo · Dugi Rat · Dugopolje · Gradac · Hrvace · Jelsa · Klis · Lećevica · Lokvičići · Lovreć · Marina · Milna · Muć · Nerežišća · Okrug · Otok · Podbablje · Podgora · Podstrana · Postira · Prgomet · Primorski Dolac · Proložac · Pučišća · Runovići · Seget · Selca · Sućuraj · Sutivan · Šestanovac · Šolta · Tučepi · Zadvarje · Zagvozd · Zmijavci